# Smeerkaars
Een smeerkaars (ook wel vetkaars of talgkaars genoemd) is een kaars die vervaardigd is uit dierlijke vetten.
Het betrof hierbij oorspronkelijk uitgehard schapen- of rundervet (talg), terwijl vanaf de 17e eeuw ook wel walvistraan werd toegepast.
De smeerkaars was goedkoper dan de waskaars, die voor de gegoede milieus en voor de eredienst bestemd was, maar de kwaliteit ervan was ook veel minder. In 1800 bestonden er in Nederland wel 300 smeerkaarsenmakerijen.
Het kwaliteitsprobleem werd veroorzaakt doordat dat smeer een lager smeltpunt heeft (40 °C) dan was, waardoor de kaars gaat druipen en sneller opbrandt dan de pit. Hierdoor gaat de pit walmen en moet regelmatig worden bijgeknipt (gesnoten). Ook het glycerine gehalte van het vet zorgde voor problemen: De kaarsen stonken vaak.
Na 1830 werd de smeerkaars verdrongen door de stearinekaars die ook goedkoop was maar bovengenoemd euvel niet kende. Los daarvan vormde de Argandse lamp, een verbeterde olielamp, die begin 19e eeuw op de markt kwam, een geduchte concurrent voor de smeerkaars.